# Ganzhou
Ganzhou (cinese: 赣州; pinyin: Gànzhōu) è una città-prefettura della Cina nella provincia dello Jiangxi.

## Suddivisioni amministrative
- Distretto di Zhanggong
- Distretto di Nankang
- Distretto di Ganxian
- Ruijin
- Contea di Xinfeng
- Contea di Dayu
- Contea di Shangyou
- Contea di Chongyi
- Contea di Anyuan
- Contea di Longnan
- Contea di Dingnan
- Contea di Quannan
- Contea di Ningdu
- Contea di Yudu
- Contea di Xingguo
- Contea di Huichang
- Contea di Xunwu
- Contea di Shicheng